# Hossein Amanat

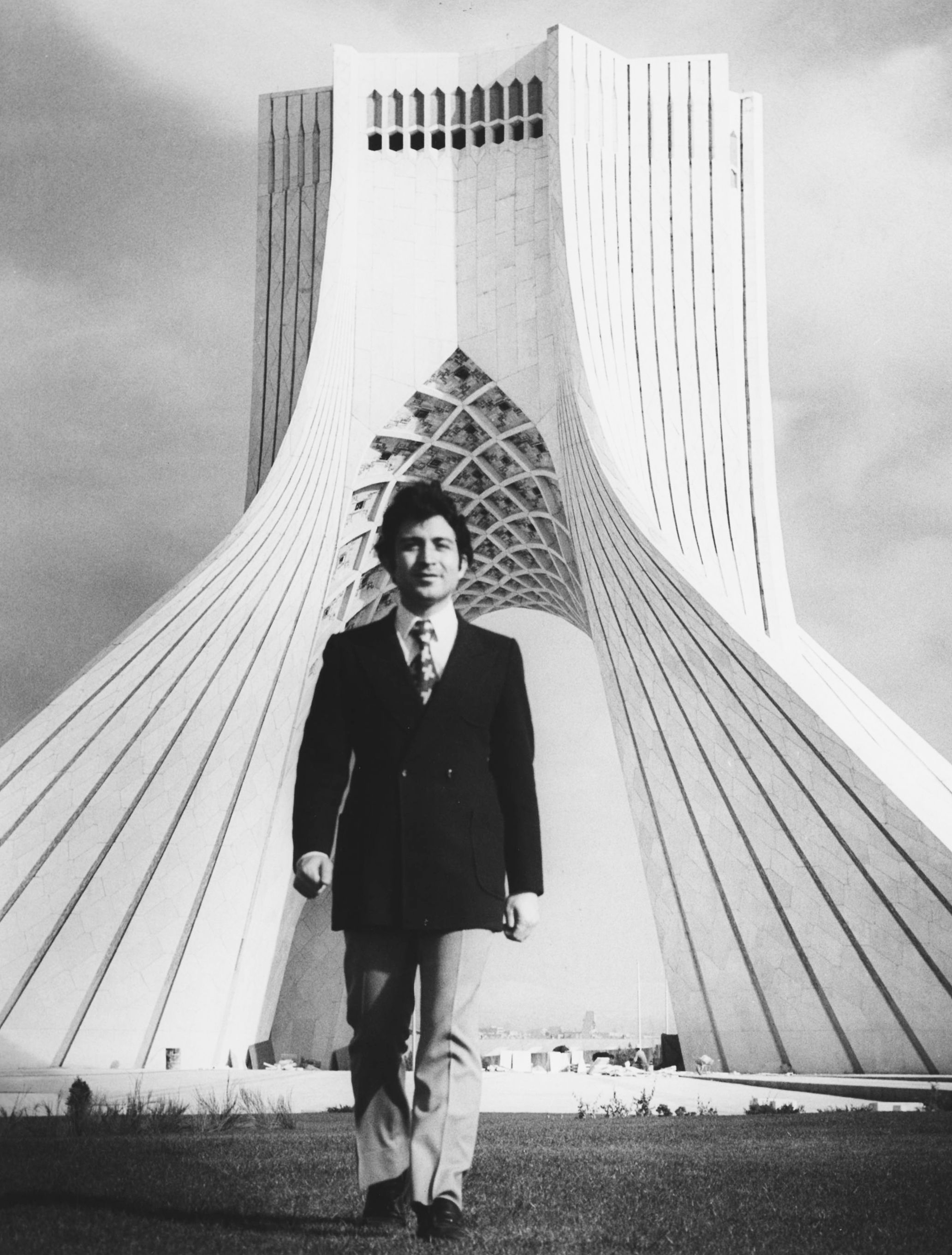
Hossein Amanat vor dem von ihm entworfenen Freiheitsturm

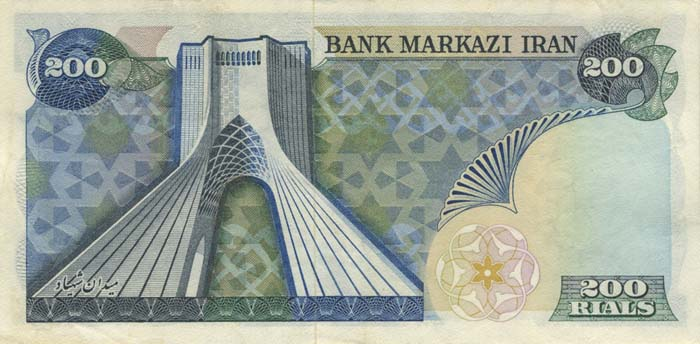
Der von Hossein Amanat entworfene Azadi-Turm auf einer 200-Rial-Banknote (1960–1980)

Hossein Amanat (anhörenⓘ; persisch حسین امانت; * 19. September 1942 im Iran) ist ein iranisch-kanadischer Architekt und Anhänger der Bahai-Religion. Er entwarf den Sitz des Universalen Hauses der Gerechtigkeit, das Internationale Lehrzentrum und das Zentrum für das Studium der Heiligen Texte im Bahai-Weltzentrum in Haifa sowie den Bahai-Tempel in Apia, Samoa, das 1984 von Tanumafili II. eingeweiht wurde.
Außerdem entwarf er einige der ersten Gebäude der 1966 gegründeten Scharif-Universität für Technologie und gewann 1971 den Wettbewerb der Universität Teheran zum Entwurf des Azadi-Turmes.
Als sich nach der Islamischen Revolution von 1979 die Verfolgung der Bahai verschärfte, musste er sein Heimatland verlassen und siedelte nach Vancouver in Kanada um. Er ist mit seinem Kollegen Fariborz Sahba befreundet, der ebenfalls in Vancouver lebt.
Am 7. Mai 2019 hat das Haus der Gerechtigkeit bekanntgegeben, dass Hossein Amanat mit der Planung des Schreins Abdul-Bahas beauftragt wurde. Am 19. September 2019 wurde vom Haus der Gerechtigkeit der Entwurf für den Schrein vorgestellt.